# Прото Тема
Прото Тема (грец. Πρώτο Θέμα — Головна тема) — грецька газета, друкована версія виходить щонеділі. Заснована 2005 року Макісом Тріантафіллопулосом, Фемосом Анастасіадісом і Тассосом Караміцосом. Всі троє засновників — журналісти, Тріанатафіллпулос та Анастасіадіс — також ведучі популярних у Греції ток-шоу. Основними конкурентами видання вважаються газети То Віма та Елефтеротіпія.